# Sanatório
Sanatórios, muito comuns nos tempos mais antigos, são edifícios para onde os doentes com tuberculose ou outras doenças eram encaminhados, ficando assim completamente excluídos da sociedade. Regra geral, situavam-se em locais altos e arejados, proporcionando um contacto privilegiado com a natureza.
O sanatório é o lugar onde são internadas as pessoas que precisam de tratamentos para serem "saradas", vem de sanar. É conhecido popularmente como um local para identificar o lugar onde são sanadas as enfermidades mentais, mas, trata-se todos os tipos de doença em geral. De acordo com o dicionário, "Estabelecimento que recebe doentes para tratamento ou convalescença." É comumente confundido com manicômio e hospício.

## História
Asile, madhouse, asylum, hospizio, são alguns dos nomes que denominam as instituições cujo fim é abrigar, recolher ou dar algum tipo de assistência aos "loucos". As denominações variam de acordo com os diferentes contextos históricos em que foram criados, surgindo a partir do século XIX e designando os hospitais psiquiátricos, com a função de dar um atendimento médico sistemático e especializado.
A prática de retirar os doentes mentais do convívio social para colocá-los em um lugar específico surge em um determinado período histórico. Segundo Michel Foucault, em A história da loucura na idade clássica, ela tem origem na cultura árabe, datando o primeiro hospício conhecido do século VII.
Os primeiros hospícios europeus são criados no século XV, quando da ocupação árabe da Espanha. Na Itália eles datam do mesmo período, e surgem em Florença, Pádua e Bérgamo.
No século XVII os hospícios proliferam e abrigam juntamente os doentes mentais com marginalizados de outras espécies. O tratamento que essas pessoas recebiam nas instituições costumava ser desumano, sendo considerado pior do que o recebido nas prisões.
Em Portugal continental o primeiro sanatório dedicado ao combate à tuberculose em Portugal foi o Sanatório do Outão, em 1900. Os principais sanatórios localizavam-se na Serra da Estrela e no Caramulo. O da Serra da Estrela, o Sanatório das Penhas da Saúde, é atualmente uma Pousada de Portugal e o do Caramulo é um hotel.